# Hypokopelates catori
Hypokopelates catori är en fjärilsart som beskrevs av George Thomas Bethune-Baker 1904. Hypokopelates catori ingår i släktet Hypokopelates och familjen juvelvingar. Inga underarter finns listade i Catalogue of Life.